# Jacques Danka Longa

Wappen von Jacques Danka Longa

Jacques Danka Longa (* 26. Juli 1961 in Sokodé, Togo) ist ein togoischer Geistlicher und römisch-katholischer Bischof von Kara.

## Leben
Jacques Danka Longa empfing am 25. Januar 1992 das Sakrament der Priesterweihe für das Bistum Sokodé. Am 1. Juli 1994 wurde Longa in den Klerus des Bistums Kara inkardiniert. 
Am 23. April 2008 ernannte ihn Papst Benedikt XVI. zum Koadjutorbischof von Kara. Der Apostolische Nuntius in Togo, Erzbischof Michael August Blume SVD, spendete ihm am 26. Juli desselben Jahres die Bischofsweihe; Mitkonsekratoren waren der Erzbischof von Lomé, Denis Komivi Amuzu-Dzakpah, und der Bischof von Sokodé, Ambroise Kotamba Djoliba. Am 7. Januar 2009 wurde Jacques Danka Longa in Nachfolge von Ignace Baguibassa Sambar-Talkena, der aus Krankheitsgründen zurücktrat, Bischof von Kara.